# 巴亞瓜納
18°45′N 69°38′W / 18.750°N 69.633°W
巴亞瓜納（西班牙語：Bayaguana），是多明尼加共和國的城鎮，位於該國東部，由銀山省負責管轄，始建於1606年，面積877.99平方公里，海拔高度61米，2012年人口34,786，人口密度每平方公里40人。